# 106-я отдельная стрелковая бригада
106-я отдельная стрелковая бригада (106 ОСБр)
- сформирована в городе Павлово на р. Ока.
- расформировывается и на её базе формируется 228-я стрелковая дивизия 3-го формирования.

Периоды вхождения в Действующую армию:
- 02.05.1942 — 15.08.1942
- 15.10.1942 — 25.06.1943

## Состав

### Личный состав
Четыре батальона, по численности личного состава соответствует дивизии РККА.
Численность: 3421 человека.
- 1 отдельный стрелковый батальон (1 ОСБ, 106 ОСБр)
- 2 отдельный стрелковый батальон (2 ОСБ, 106 ОСБр)
- 3 отдельный стрелковый батальон (3 ОСБ, 106 ОСБр)
- 4 отдельный стрелковый батальон (4 ОСБ, 106 ОСБр)

### Командование
- Белянкин Михаил Васильевич (~12.1941), врид командира бригады, батальонный комиссар
- Юдкевич Я. Ю.(~12.1941-07.1942), полковник
- Мошляк, Иван Никонович (с 07.1942), подполковник, Герой Советского Союза.

### Начальники штаба
- Мошляк Иван Никонович (~12.1941), майор, Герой Советского Союза (за Хасан,1938 г.)
- Бисярин Василий Зиновьевич (с 07.1942), майор

### Вооружение и оснащение
Согласно директиве Генштаба от 9 ноября 1942 года командующему войсками Воронежского фронта об усилении фронта 106-я стрелковая бригада:
«Выведена на доукомплектование с Брянского фронта. Имеет личного состава 3514 человек, из них участников
Отечественной войны — 6019 человек, лошадей — 471, автомашин — 64, повозок — 184, и находится в пути 44 повозки.
Вооружена. Боевую подготовку по 2-месячной программе начала с 22.09.1942 г.; проводит батальонные учения.
Для того, чтобы бригада была готова к боевым действиям, необходимо дополнительное время на сколачивание.»

## История
3 мая 1942 года командование бригады получило приказ погрузиться в эшелоны и выехать на Брянский фронт.
Место дислокации — 25-30 километров юго-восточнее города Белёв. Выгрузившись в Белевё, бригада пешим порядком выдвинулась в район дислокации. Она была передана в распоряжение командующего 61-й армией. Эта армия входила в состав Брянского фронта и занимала оборону в полосе около 80 километров, обращённой фронтом на юго-запад. Ей противостояла 2-я танковая армия немцев, находившаяся на правом фланге группы «Центр» и удерживавшая город Болхов.
Некоторое время бригада находилась в армейском резерве. Командующий армией генерал-лейтенант М. М. Попов выдвинул бригаду на рубеж Зубково, Будоговищи, поставив задачу занять оборону и не допустить прорыва противника на шоссе Болхов — Белёв.
В состав Воронежского фронта согласно этой же директиве бригада должна была прибыть в следующие сроки: погрузка — 14.11, ст. Елец, всего 6 эшелонов, темп — 9, выгрузка — ст. Бутурлиновка (голова — 17.11, хвост — 19.11).

## Пропавшие без вести
106 ОСБр при выходе из боёв в конце февраля начале марта 1943 года находилась в тяжёлых условиях, пришлось даже уничтожить именные списки личного состава.